# Aichstruter Sägmühle
Die Aichstruter Sägmühle ist eine ehemalige Wassermühle und ein Wohnplatz der Stadt Welzheim im baden-württembergischen Rems-Murr-Kreis.

## Lage
Die Einzelsiedlung mit drei Hausnummern liegt zirka 3 Kilometer nordöstlich der Welzheimer Innenstadt im Tal der Lein. Etwa 1,2 Kilometer flussaufwärts lag am Aichstruter Stausee die Obere Aichstruter Sägmühle und etwa 1,8 Kilometer flussabwärts liegt die Obermühle.

## Geschichte
Es ist nicht genau bekannt, wann die Mühle errichtet wurde. Jedenfalls war sie zur Zeit der Württembergischen Landesvermessung schon vorhanden. Die Aichstruter Sägmühle war eine typische Bauernmühle, die in den Händen einer Eigentümergemeinschaft lag. Diese bestand um 1835 aus den Herren Johannes Preßler, David Kugler aus dem Weiler Aichstrut, Johann Georg Kugler (ebenfalls aus Aichstrut) und Johannes Schönemann aus Eckartsweiler. Zu Beginn des 20. Jahrhunderts wurde die Mühle nicht mehr genutzt und verfiel. 1926 erwarb Wilhelm Joos die Sägemühle und baute sie vollständig neu auf. Mit einem oberschlächtigen Wasserrad und mit elektrischem Strom arbeitete die Mühle bis 1975. Der Mühlkanal wurde im Rahmen der Flurbereinigung zugeschüttet. 